# Luka Lakvekheliani
Luka Lakvekheliani (grúzul: ლუკა ლაკვეხელიანი; 1998. október 20. –) grúz utánpótlás-válogatott labdarúgó, a Dinamo Tbiliszi játékosa.

## Pályafutása

### Klubcsapatokban
Lakvekheliani a grúz Szaburtalo Tbiliszi csapatában kezdett el futballozni, első bajnoki mérkőzését 2015. október 25-én játszotta a Lokomotivi Tbiliszi csapata ellen. Tagja volt a 2017-2018-as idényben bajnoki címet szerzett csapatnak is. 2020 augusztusában a magyar élvonalbeli Mezőkövesd csapatának labdarúgója lett.

### Válogatott
Többszörös grúz utánpótlás-válogatott, 2017-ben tagja volt a hazai rendezésű U19-es Európa-bajnokságon szerepelt válogatottnak.

## Sikerei, díjai
Szaburtalo Tbiliszi
- Grúz bajnok: 2017-18